# Stylophora wellsi
Stylophora wellsi is een rifkoralensoort uit de familie van de Pocilloporidae. De wetenschappelijke naam van de soort is voor het eerst geldig gepubliceerd door Scheer in 1964.